# 101432 Adamwest
101432 Adamwest è un asteroide della fascia principale. Scoperto nel 1998, presenta un'orbita caratterizzata da un semiasse maggiore pari a 2,5453923 UA e da un'eccentricità di 0,2802278, inclinata di 16,55854° rispetto all'eclittica.